# Supersymmetri
Supersymmetri är en symmetri inom teoretisk fysik som relaterar fermioner och bosoner. I supersymmetriska teorier har varje fermion en superpartner som är en boson, och vice versa. Supersymmetri förkortas ofta som SUSY.
Supersymmetri är en viktig del av många föreslagna modeller, som går bortom standardmodellen inom partikelfysiken. Vissa teoretiska problem inom standardmodellen kan förklaras genom att varje elementarpartikel i standardmodellen har en supersymmetrisk partner, så att antalet partiklar är dubbelt så stort som i standardmodellen. Supersymmetri är också en viktig del av strängteorin.
Idag är forskarna nära att finna belägg för om supersymmetri finns eller ej. När LHC vid CERN kommit upp i full drift (år 2013), bör man inom loppet av ett par år experimentellt kunna bekräfta dess existens genom att finna någon av de superpartners, som elementarpartiklarna ska ha. Partikeln måste dock ha tillräckligt låg massa för att kunna upptäckas i den nya acceleratorn. Forskarna hoppas dock att dess kapacitet ska vara tillräcklig. Ifall man inte finner några tecken på supersymmetri, faller detta teoribygge. Förutom supersträngteorierna faller även standardmodellen med den år 2012 funna Higgsbosonen. LHC hade kapacitet nog för att fälla ett avgörande om huruvida den finns eller inte.

## Supersymmetri i partikelfysiken
Standardmodellen förklarar att universum är uppbyggt av två olika sorters elementarpartiklar, bosoner och fermioner. Fermioner är fundamentala byggstenar för materia och bosoner är fundamentala kraftbärande partiklar. Fermionerna har halvtaliga spinn och bosonerna har heltaliga spinn. Supersymmetriska modeller föreslår att alla fermioner har en supersymmetrisk partner, som har heltaligt spinn och att alla bosoner har en supersymmetrisk partner med halvtaligt spinn. 
Dessa supersymmetriska partiklar kallas med ett allmänt namn spartiklar. Bosonernas fermionpartner får suffixet -ino, till exempel gravitino för gravitonens partner. Fermionernas bosonpartner får prefixet s-, till exempel selektron för elektronens partner.
De flesta modeller uppvisar ett konserverat kvanttal, R-paritet, som har värdet +1 för partiklarna i standardmodellen och -1 för de supersymmetriska partiklarna. Ett system av två partiklar har R-paritet lika med produkten av de två partiklarna, så om man kräver att R-paritet måste bevaras i alla reaktioner finner man den intressanta egenskapen att supersymmetriska partiklar endast kan skapas eller förstöras i par. När tunga sådana partiklar faller sönder, måste det bildade lättare paret alltid innehålla en supersymmetrisk partikel. Det innebär att den lättaste supersymmetriska partikeln måste vara stabil om modellerna är korrekta. En kandidat som skulle kunna passa in i modellen är neutralinon. Denna partikel är i den minimala supersymmetriska standardmodellen en kvantmekanisk superposition av fotinon, zinon och två higgsinos, superpartner till de två neutrala skalära Higgspartiklarna. Dessutom skulle neutralinon kunna vara en väsentlig del av den mörka materian, som förmodas finnas i rymden. Motivationen för att införa R-paritet är att förhindra ett relativt snabbt sönderfall för protonen, vilken experimentellt har visats antingen vara stabil eller ha en mycket lång halveringstid (minst 1031 år).
Den mest studerade supersymmetriska modellen kallas MSSM, den minimalt supersymmetriska standardmodellen. Denna modell introducerades år 1981 för att få bukt med olika problem som uppstod i standardmodellen, såsom hierarkiproblemet. I MSSM har man introducerat en superpartner till Higgspartikeln, Higgsinon som tillför stabilitet i standardmodellen.

### Fermioner och deras supersymmetriska partner
- elektron - selektron
- lepton - slepton
- neutrino - sneutrino
- kvark - skvark

### Bosoner och deras supersymmetriska partner
- foton - fotino
- W-boson - Wino
- Z-boson - Zino
- Higgs - higgsino
- graviton - gravitino

## Supersymmetri i strängteorin
Supersymmetriska strängteorier är tiodimensionella. Anledningen till det är att antalet dimensioner i strängteorin beror på vilka symmetrier rymden ska ha. De matematiska anomalierna tar ut varandra för ett visst antal dimensioner och för att finna en strängteori som fungerar matematiskt och som liknar vårt universum, måste den ha tio dimensioner. Därav kommer namnet supersträngteori som de fem mest framstående strängteorierna har fått (typ I, typ IIA, typ IIB, HO och HE). Utan supersymmetrin blir strängteorin 26-dimensionell och innehåller den hypotetiska partikeln tachyonen. Detta ger den ursprungliga varianten av strängteori som kom till på 1960-talet, den bosoniska strängteorin.
Teorin hade stora brister såsom avsaknaden av fermioner (som har halvtalsspinn) och tachyonens existens. Detta gjorde att Pierre Ramond runt år 1971 tillsammans med Schwarz och André Neveu arbetade med att införliva supersymmetrin i strängteorin och lyckades introducera parproduktion av fermioner och bosoner. Andra personer som var viktiga i denna utveckling var Scherk, David Olive och Ferdinando Gliozzo som knöt ihop de lösa trådarna år 1977. Supersträngsteorins era hade nu börjat och 1985 fann man de fem olika varianterna som fungerade vid större prövningar, nämligen typ I, typ IIA, typ IIB, HO och HE.

## Varför tror fysiker på supersymmetri?
Idag har man experimentellt ännu inte funnit någon superpartner, hur kommer det sig egentligen att supersymmetri är något som fysiker eftersträvar? Det finns framförallt tre skäl:
- Supersymmetri är bara en form av symmetri som naturen uppvisar och varför skulle naturen endast godta i princip alla symmetrier utan supersymmetri?
- De oroligheter man finner på kvantnivån, de så kallade kvantfluktuationerna som bosoner och fermioner har släcker ut varandra riktigt bra. Detta tack vare att supersymmetrin ser till att de bildas i par.
- På nära avstånd eller vid högre energier förenas de tre krafternas styrka, utom tyngdkraftens. Utan supersymmetrins superpartners finns det små irriterande skillnader som gör att pusslet inte går ihop. Men med partiklarna försvinner skillnaderna.